# Borislav Pekić

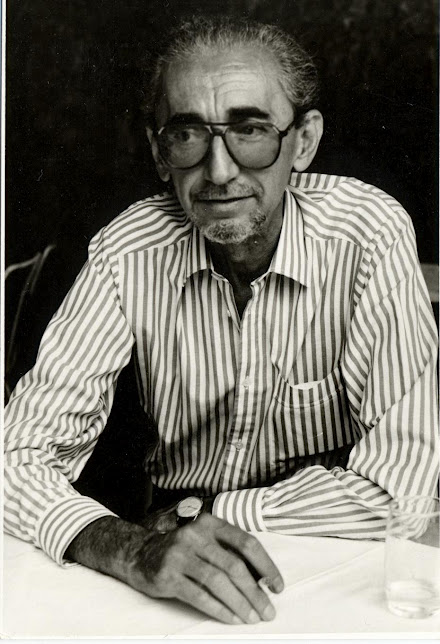
Borislav Pekić

Borislav Pekić (în sârbă Борислав Пекић) (n. 4 februarie 1930, Podgorica, Iugoslavia, azi în Muntenegru - d. 2 iulie 1992, Londra, Regatul Unit) a fost un scriitor de limbă sârbă.
Borislav Pekić s-a născut în 1930 într-o familie proeminentă din Muntenegru. După al II-lea război mondial s-a mutat la Belgrad, iar în 1971 a emigrat în Regatul Unit, stabilindu-se la Londra.
Este considerat unul din cei mai importanți scriitori sârbi ai secolului al XX-lea.
În 1958 s-a însurat cu Ljiljana Glišić, nepoata lui Milan Stojadinović, fost prim-ministru al Iugoslaviei. 
În același an, Borislav Pekić a scris primul dintre cele 20 de scenarii pentru filme produse de casele de filme din Iugoslavia, dintre care cel mai cunoscut este filmul Dan četrnaesti ("Ziua a paisprezecea") prezentat de Iugoslavia la Festivalul Internațional de Film de la Cannes din 1961.
Lucrarea s-a principală este romanul în 7 volume "Lâna de aur" care prezintă evoluția unei familii de aromâni.
Unele dintre lucrările lui Boris Pekić (Pelerinajul lui Arsenie Njegovan și O istorie sentimentală a Imperiului Britanic) au fost traduse în limba română, iar piesa de teatru Domnul Valentino a fost pusă în scenă la București.